# Brigada 1 Infanterie Motorizată „Moldova”
Brigada 1 Infaterie Motorizată „Moldova” este o unitate militară din cadrul Forțelor Terestre ale Armatei Naționale a Republicii Moldova, dislocată la Bălți. Brigada nr. 1 Infanterie Motorizată „Moldova” este prima unitate a Armatei Naționale, depunând jurământul de credință Republicii Moldova și poporului său la 10 aprilie 1992. A fost formată din fostele unități sovietice din Bălți și Florești. Brigada nr. 1 a participat la acțiunile militare din Transnistria din 1992, fiind printre primele unități angajate în luptă. La războiul pentru integritatea țării au participat circa 400 de militari ai brigăzii bălțene. Doi au căzut la datorie la 20 iunie 1992: locotenentul major Vladimir Macarciu în vârstă de 34 de ani și căpitanul - Valeriu Nazarco în vârstă de 37 de ani . 

Numele de „Moldova” i s-a acordat în august 1993 conform ordinului ministrului apărării. La 11 august, printr-un decret prezidențial, efectivului unității i-a fost înmânat Drapelul de luptă. Ostașii brigăzii bălțene au participat la un șir de aplicații militare ce s-au desfășurat atât în țară, cât și peste hotare. În anul 1996 la Centrul de Instrucție al brigăzii (situat în apropierea satului Elizaveta) în comun cu Baza de Aviație de la Marculești și cu implicarea militarilor din SUA și Germania au fost organizate aplicațiile militare internaționale „MEDCEUR-1996”. În 1997, efectivul brigăzii de la Bălți participă la aplicațiile internaționale în orașul Iavoriv (Ucraina).

Militarii brigăzii au participat și la exercițiul multinațional de cooperare „Best-Efort-98”, desfășurate în Macedonia, la aplicațiile moldo-ruse Scutul albastru-99, organizate în regiunea Moscovei .

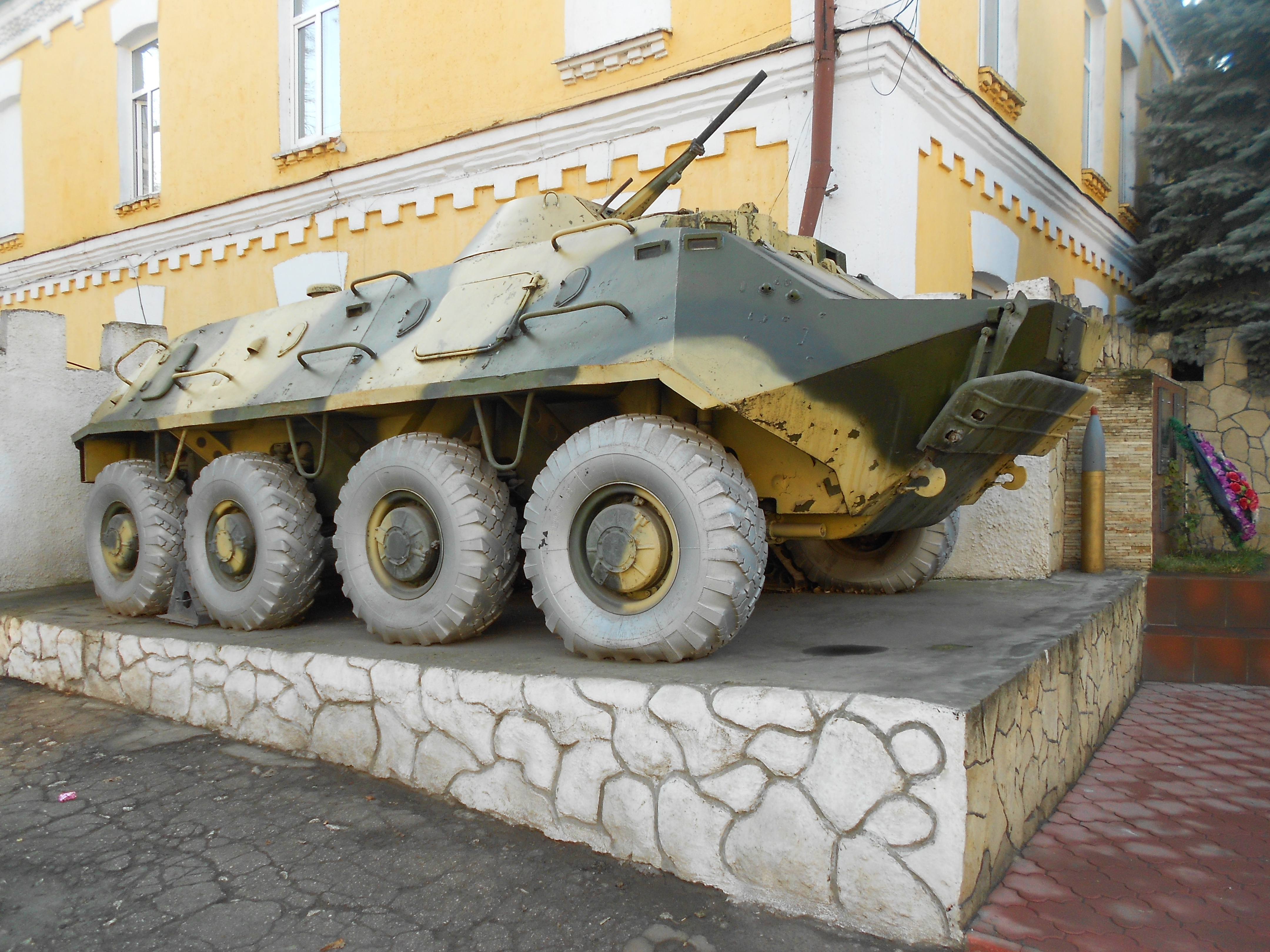
Transportor blindat

În anul 2000 Brigada „Moldova” pentru prima dată participă la aplicații bilaterale cu România, în anii 2003 și 2005 la Centrul de Instrucție de la Elizaveta - la aplicații bilaterale cu Ucraina. În lunile august-septembrie efectivul brigăzii bălțene participă la aplicațiile miliatre internaționale la Centrul de Instrucție al Armatei Naționale de la Bulboaca, „LANCER/LONGBOW-2006” (27 state).

Pe lângă acțiunile militare, efectivul acesteia a participat în timpul inundațiilor din 2008. Geniștii brigăzii dezamorsează în permanență diverse obiecte explozibile găsite pe tot teritoriul Republicii Moldova, cele mai multe rămase încă din timpul celui de al Doilea Război Mondial .

În cadrul Brigăzii nr. 1 de Infanterie motorizată din Bălți își îndeplinesc serviciul militar peste o mie de militari .